# Amastris knighti
Amastris knighti är en insektsart som beskrevs av Broomfield 1976. Amastris knighti ingår i släktet Amastris och familjen hornstritar. Inga underarter finns listade i Catalogue of Life.